# 中国人民解放军火箭军工程大学
中国人民解放军火箭军工程大学，简称火箭军工程大学，本部位于陕西省西安市，隶属中国人民解放军火箭军。

## 沿革
- 1951年1月，西北军区司令员彭德怀、政治委员习仲勋签署命令，由西北军区炮兵教导团、第一野战军野炮团合并，建立中国人民解放军西北军区炮兵学校[1]。
- 1951年3月，更名中国人民解放军第一炮兵学校[1]。
- 1955年8月，迁至西安[1]。
- 1956年2月，更名中国人民解放军西安炮兵学校[1]。
- 1957年12月9日，由军委炮兵、国防部第五研究院共同组建的导弹专业训练机构中国人民解放军炮兵教导大队在北京长辛店成立[3]。
- 1959年6月，中共中央、中央军委决定，西安炮兵学校结束地面炮兵培训任务，以西安炮兵学校为依托，长辛店炮兵教导大队训练力量为骨干，吸收空军第十五航空学校部分教员学员，改建炮兵特种技术性质院校。为保密起见，仍沿用中国人民解放军西安炮兵学校名称。1959年9月1日，工程一期、技师一期学员开学[1]。后更名为中国人民解放军西安炮兵高级专科学校[4]。
- 1963年1月，更名中国人民解放军西安炮兵技术学院[1][4]。
- 1969年10月，转隶中国人民解放军第二炮兵。1969年12月，更名中国人民解放军第二炮兵技术学院[1]。
- 1975年8月，更名为中国人民解放军第二炮兵学校[1]。
- 1978年1月，更名为中国人民解放军第二炮兵技术学院[1]。
- 1986年6月，更名为中国人民解放军第二炮兵工程学院[1]。
- 2011年6月，升格改建为中国人民解放军第二炮兵工程大学[1]。正军级[5]。是中华人民共和国唯一一所培养战略导弹部队指挥技术人才的高等军事院校，是军队“2110工程”重点建设院校[1]。第二炮兵青州士官学校并入，更名为中国人民解放军第二炮兵工程大学士官职业技术教育学院。后更名为火箭军工程大学士官学院。
- 2016年1月，更名为中国人民解放军火箭军工程大学[6][7]。
- 2017年，在深化国防和军队改革中，调整组建新的中国人民解放军火箭军工程大学[8]。2017年火箭军工程大学士官学院独立为中国人民解放军火箭军士官学校。

## 历任领导
| 校长 1. 丛蓉滋（1954年—？） 2. 向守志（1960年6月—1965年9月） 3. 刘始明（1965年9月—1971年5月） 4. 杨文亭（1971年5月—1978年1月） 5. 吕世英（1978年1月—1980年7月） 6. 王兴田（1980年7月—1983年6月） 7. 傅备箎（1983年6月—1990年6月） 8. 黄次胜（1990年6月—1994年8月） 9. 杨书龙（1994年8月—1999年7月） 10. 包富红（1999年7月—2003年6月） 11. 冯政杰（2003年6月—2009年3月） 12. 王耀鹏（2009年3月—2016年） 13. 刘光斌（2016年—） | 政治委员 1. 王文介（1960年6月—？） 2. 张芳（1978年1月—1980年7月） 3. 宿灿（1980年7月—1982年11月） 4. 齐仲亨（1983年6月—1990年4月） 5. 高同声（1990年6月—1994年12月） 6. 薛爱民（1995年11月—1998年3月） 7. 王守仁（1998年12月—2004年7月） 8. 袁有望（2004年7月—2006年12月） 9. 张东水（2006年12月—2009年5月） 10. 马力（2009年5月—10月） 11. 赵瑞宝（2009年10月—2011年6月） 12. 马力（2011年6月—2013年9月） 13. 杨传松（2013年9月—12月） |

## 专业设置
中国人民解放军第二炮兵工程大学下设3个学院（理学院、初级指挥学院、士官职业技术教育学院）、7个专业系、2个研究生管理大队、若干学员旅。2016年1月改为中国人民解放军火箭军工程大学，士官职业技术教育学院更名为士官学院。2017年士官学院分出独立。
2016年，该校专业设置如下：
- 电子工程
- 核技术与安全
- 武器系统与发射工程
- 测控工程
- 导弹工程
- 指挥信息系统工程
- 通信工程
- 机械工程及其自动化
- 电力工程及其自动化
- 飞行器系统与工程
- 空间工程
- 火力指挥与控制工程
- 火力指挥与控制工程（测地）
- 信息工程
- 信息安全
- 外国语言文学（科技英语）